# Чай по-турецьки
Чай по-турецьки або турецький чай (тур. çay) — вид чаю, який має популярність в основному в Туреччині і турецької діаспори, а також на Північному Кіпрі та деяких Балканських країнах.

## Введення

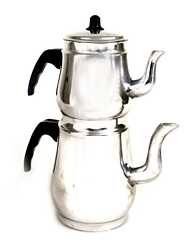
çaydanlık з алюмінію. Унікальний прилад турецької кухні.

Турецький чай — це чорний чай, який споживається без молока, виробляється на східному узбережжі Чорного моря, яке має м'який клімат з великою кількістю опадів і родючим ґрунтом. Турецький чай зазвичай заварюють за допомогою двох складених чайників (тур. çaydanlık), спеціально призначених для приготування чаю. Вода доводиться до кипіння у більшому нижньому чайнику, а потім частина води використовується для заповнення меншого верхнього чайника і додають кілька ложок сипучого чайного листя, заварюючи дуже міцний чай. Коли подають чай, вода, що залишилася використовується для розведення чаю на індивідуальний смак, даючи кожному споживачеві вибір між сильним (тур. koyu, дос. «темний», турецька tavşan kanı, дос. «кров кролика») — глибоким коричнево-червоним або слабким (турецька açık, дос. «світлий»). Чай п'ють гарячим з маленьких прозорих склянок, щоб насолодитися його кольором, з кубиками бурякового цукру (тур. kesme şeker). Турецький чай традиційно пропонується в невеликих склянках у формі тюльпана з «тонкою талією» (тур. "ince belli" cam bardak), які зазвичай тримають за край склянки, для того, щоб запобігти опікам пальців, оскільки чай подають дуже гарячим. У кавказьких країнах склянки такої форми називають армуду (азерб. armudu).

## Виробництво
У 2004 році Туреччина виробила 205500 тонн чаю (6,4% від загального обсягу виробництва чаю в світі), що зробило її одним з найбільших чайних ринків у світі, 120000 тонн споживається в Туреччині, і решта експортується. Крім того, у 2004 році, Туреччина мала найвищий рівень споживання чаю на душу населення в світі, близько 2,5 кг на людину, попереду Великої Британії (2,1 кг на людину). Чай вирощується в основному в провінції Різе на Чорноморському узбережжі.

## Витоки
Чай є важливою частиною турецької культури, і гарячим напоєм, який споживають найчастіше, незважаючи на довгу історію споживання кави у країні. Пропонувати гостям чай є складовою турецької гостинності. Чай найчастіше споживають в домашніх господарствах, магазинах і в більшості кав'ярень, де спілкуються турецькі чоловіки. Незважаючи на свою популярність, чай став широко споживаним напоєм у Туреччині тільки починаючи з XX століття. Спочатку рекомендувався як альтернатива кави, яка стала дорогою, а часом недоступною у період після Першої світової війни. При втраті південних територій після падіння Османської імперії, кава стала дорогим імпортним товаром. За наполяганням засновника республіки Ататюрка (тур. Atatürk), турецький народ перейшов до більшого вживання чаю, тому що чай був більш доступний за рахунок внутрішніх джерел. 

## Турецькі трав'яні чаї
У Туреччині трав'яні чаї не вважаються як справжні чаї, а вживаються як трав'яні ліки. Вони в основному популярні серед туристів; такі як яблучний (тур. elma çayı), шипшиновий (тур. kuşburnu çayı), липовий (тур. ıhlamur çayı) є найпопулярніші смаки. Чай з шавлії (тур. ada çayı, дос. «острівний чай») є найпопулярнішим в Середземному прибережному районі. У Туреччині, трав'яні чаї можна знайти в місцевих магазинах трав. Сухе листя рослин, пелюстки, пагони продаються у вигляді відповідно до потреб і смаку кожного клієнта.
| Прапор Туреччини | Це незавершена стаття про Туреччину. Ви можете допомогти проєкту, виправивши або дописавши її. |